# سیارک ۱۵۱۹۹
سیارک ۱۵۱۹۹ (به انگلیسی: 15199 Rodnyanskaya، نامگذاری:1974SE) پانزده هزار و صد و نود و نهمین سیارک کشف شده‌است که در ۱۹ سپتامبر ۱۹۷۴ کشف شد.